# Mihri Müșfik Hanım
Mihri Müșfik Hanım (în turcă otomană مهری مشفیق خانم născută Mihri Rasim Achba; n. 26 februarie 1886 – d. c. 1954) a fost una dintre primele și cele mai renumite pictorițe de origine turcă. A fost recunoscută mai ales pentru realizarea de portrete, incluzând personalități precum Mustafa Kemal Atatürk și Papa Benedict al XV-lea.

## Tinerețe și educație
Mihri Müșfik Hanım s-a născut pe 26 februarie 1886 în conacul Rasim Pașa, cartierul Baklatarlası din Kadıköy din Istanbul. A fost una din membrii familiei princiare abhaze Anchabadze. Tatăl ei a fost prințul dr. Ahmed Rasim Pașa, specialist în anatomie și instructor preeminent la Școala Militară de Medicină. El a fost și președintele acestei instituții. Gusturile sale rafinate și interesul său pentru muzică, pictură și pentru literatură au jucat un rol important în formarea artistică a fiicei sale. În afară de reputația sa de medic, a fost faimos și pentru interesul său pentru muzică și pentru interpretarea la saz în cadrul adunărilor de seară. Mama ei a fost Fatma Neședil Hanım, tot din familia Abkhazian. Sora ei mai mică, Enise Hanım, a fost mama pictoriței Hale Asaf, o altă distinsă artistă a societății perioadei otomane târzii.
Mihri Hanım a primit o educație tipică occidentală. Și-a arătat interesul pentru literatură, muzică și pictură. Primele sale lecții private de pictură au fost oferite de un artist orientalist italian, Fausto Zonaro, în studioul său din cartierul din Istanbul Beșiktaș-Akaretler. Aceasta s-a îndrăgostit de un director italian al unei companii de acrobați care a vizitat Istanbulul, ulterior aceasta să plece spre Roma, apoi Paris, dorind, evident, să fie implicată în diverse cercuri de artă. Pentru o perioadă de timp a locuit și a lucrat într-un apartament din Montparnasse, susținându-se pictând portrete și închiriind una din camere studenților. Unul dintre acești locatari a fost Müșfik Selami Bey, student la politică în cadrul Universității Sorbona, cu care s-a căsătorit ulterior.  Müșfik era fiul lui Selami Bey, un cunoscut personaj din Bursa. Era interesat de politică, istorie și literatură. Cu toate acestea, data lor de căsătorie nu este cunoscută.

## Carieră

### Cariera timpurie
Mihri a fost prezentată lui Cavid Bey, ministrul otoman al Finanțelor, la Paris, pentru a aranja un acord cu guvernul francez în urma războaielor balcanice. Telegramele trimise de Cavid Bey către ministrului Educației, recomandându-o pe Mihri, au dus la numirea ei ca profesor de artă la Școala Pedagogică pentru Fete din Istanbul, în 1913. Când Școala de Arte Plastice pentru Fete ( İnas Sanâyi-i Nefîse Mektebi) a fost înființată în 1914, a fost angajată aici ca și directoare, precum și instructoare de arte plastice, după numirea matematicianului Salih Zeki Bey.

### Edebiyat-ı Cedide
Mihri a mai avut prieteni printre poeții lui Edebiyat-ı Cedide (Literatură nouă), în special unul dintre precursorii mișcării literare, Tevfik Fikret. Dacă Edebiyat-ı Cedide a constituit aripa literară a influenței artistice franceze în perioada otomană târzie intelectuală, se poate spune că Mihri Hanım reprezintă omologul său în pictură; în mod clar ea a avut un loc special în rândul artiștilor acestei școli. Casa lui Tevfik Fikret din Așiyan a devenit atelierul ei pentru o perioadă.
Poeții mișcării Edebiyat-ı Cedide au fost influențați de realism, parnasianism și simbolism, curente care au dominat literatura franceză din secolul al XIX-lea în acea perioadă. Cenap Șahabettin, membru al Servet-i Fünun, a remarcat una dintre concepțiile sale principale, o relație specială cu natura: „un loc unde emoțiile și visele rătăcesc”, de asemenea, având rolul de oglindă pentru sufletele artistului. În plus, față de această influență, simbolismul nuanțat al poeziei Edebiyat-ı Cedide pare să fi influențat opera lui Mihri Hanım. Maî ve Siyah (Albastru și Negru), faimosul roman al lui Halit Ziya reflectă „albastrul” școlii Edebiyat-ı Cedide, precum și portretele lui Mihri Hanım.

### Acuzațiile
Vizita lui Mihri Hanım la jurnalista Hüseyin Cahit Yalçın și la fostul ministru de finanțe condamnat, Cavit Bey, a dat naștere unor critici cu privire la comportamentul ei. Drept răspuns, în 1919, ea și studenții ei au făcut o vizită la ziarul Tanin și au denunțat acuzațiile. Relațiile strânse cu İttihat ve Terraki Cemiyeti (Comitetul Uniunii și Progresului; CUP) au determinat-o în cele din urmă pe Mihri Hanım să părăsească Istanbulul, ocupat de puterile Aliate, pentru Italia, în 1919. După un an de la întoarcerea ei, ea a reluat predarea la Școala de Arte Plastice pentru Fete.

### Vizita în Italia și divorțul
Spre sfârșitul anului 1922, a plecat din nou în Italia și acolo și-a încheiat căsătoria cu Müșfik Bey în 1923. A avut o aventură cu poetul italian Gabriele d’Annunzio și prin el a găsit ocazia să picteze portretul papei precum și să lucreze la restaurarea frescelor într-o capelă. Mihri Hanım a fost prezentată lui Gabriele d’Annunzio de prietenul acesteia, pictorul Renato Brozzi, iar cei doi au corespondat cu ajutorul lui Brozzi. Ea era adesea subiectul în corespondența lor. Pe 4 februarie 1926, d'Annunzio i-a scris lui Brozzi: „Unde este doamna turcă? Nu am reușit să am vești de la ea. Dacă o vedeți, îmbrățișați-o din partea mea, dar această îmbrățișare trebuie să fie ca cea a unui agha din harem”. Într-o altă scrisoare, scrisă pe 26 august 1926, „doamna turcă” a fost încă o dată amintită: „Unde este odalistica Mihri? Ce face?” Aparent, indiferent de luptele lui Mihri Hanım ca și profesionistă, acești pictori italieni au continuat să o privească printr-un filtru orientalist.

### Cariera ulterioară
Mihri Hanım s-a întors în Turcia puțin după formarea Republicii. Aici, ea a pictat portretul lui Atatürk și l-a prezentat personal la Reședința Prezidențială Çankaya din Ankara.
Ulterior, Mihri Hanım a călătorit la Roma, la Paris și apoi în Statele Unite (New York City, Boston, Washington DC și Chicago). Detaliile despre plecarea ei din Turcia și sosirea în America nu sunt cunoscute. Încă nu este clar când a ajuns în țară, deși o știre din New York Times din 25 noiembrie 1928 notează că o colecție a operelor lui Mihri Hanım urmau să fie expuse la Galeria George Maziroff între 26 noiembrie și 15 decembrie, indicând astfel că ea ar fi fost de fapt la New York după 1928.
Între 1938 și 1939, a lucrat ca și gazdă de protocol la Expoziția Mondială din Long Island, New York. În această perioadă, a pictat portretul lui Rezzan Yelman, soția jurnalistului Ahmet Emin Yalman, care locuia în New York. De asemenea, a realizat ilustrații de copertă pentru diverse reviste publicate la New York în timpul celui de-al Doilea Război Mondial.

## Moartea
Ea și-a trăit ultimii ani în sărăcie și a murit în 1954. A fost înmormântată într-un cimitir al săracilor din Insula Hart, New York.

## Omagiu
Pe 26 februarie 2017, Google Doodle a comemorat 131 de ani de nașterea ei.